# Ганна Росвалл
Ганна Росвалл (швед. Hanna Rosvall, 10 лютого 2000) — шведська плавчиня.
Чемпіонка світу з плавання на короткій воді 2021 року.
Чемпіонка Європи з плавання на короткій воді 2017 року, призерка 2021 року.